# Malcolm I.

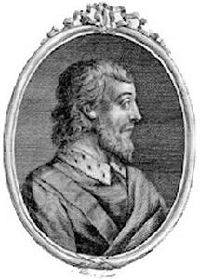
Gemälde von König Malcolm I. aus dem 18. Jahrhundert – Es gibt jedoch keinerlei Beweise für die Echtheit der Darstellung

Malcolm I. (Máel Coluim mac Domnaill; † 954) war schottischer König von 942 oder 943 bis zu seinem Tod. Er folgte auf seinen Onkel Konstantin II., der abgedankt hatte, um als Mönch seine letzten Lebensjahre zu verbringen.
Malcolm gilt als ein vielseitig veranlagter und kluger Herrscher. Der englische König Edmund I. bemühte sich um eine Allianz, indem er im Jahr 945 das von ihm verheerte Königreich Strathclyde – das damals aus Cumberland und einem Teil von Westmorland bestand – an Malcolm abtrat. Im Gegenzug verpflichtete sich Malcolm, dieses Gebiet zu verteidigen und im Falle eines Angriffs der Dänen in Northumbria oder der Norweger in Irland Truppen zur Unterstützung zu entsenden.
Edmunds Bruder und Nachfolger Eadred ersuchte und erhielt die vereinbarte Unterstützung, um gegen Olaf Cuaran, den Wikingerkönig von Northumberland, vorzugehen. 954 fiel Cumbria wieder an England zurück, nachdem schottische Truppen während einer Invasion der Wikinger auf englischem Gebiet geplündert hatten.
Im selben Jahr schlug Malcolm einen Aufstand in Moray nieder und tötete den Anführer Cellach. Als Racheakt wurde Malcolm kurz darauf von Anhängern Cellachs ermordet. Malcolm wurde auf der heiligen Insel Iona beigesetzt.
Sein Cousin Indulf trat nach Malcolms Tod an dessen Stelle. 
Der Zeitpunkt und die näheren Umstände der Heirat sind nicht mehr bekannt. Ein Sohn, der dieser Verbindung entstammte, bestieg im Jahr 971 als Kenneth II. den Thron.